# マカオ金融管理局
マカオ金融管理局（マカオきんゆうかんりきょく、中国語：澳門金融管理局、葡語：Autoridade Monetária de Macau）は、マカオの通貨当局。外為基金の管理や、銀行など金融業に対する監督、通貨制度の維持が主な任務である。

## 概要
マカオの中央銀行に相当する機関である。
法定通貨であるマカオ・パタカの管理ならびに硬貨の造幣を行っているが、紙幣の発行は大西洋銀行など複数の市中銀行に委託しており、マカオ金融管理局は発券銀行ではない。
他には、香港ドルとのレート固定や外貨準備、金融機関への監督など諸国の中央銀行と同様の業務を所管している。

### マカオの法令上の役割
- 金融、財務、為替レート、および保険政策の策定と適用において最高経営責任者に助言し、支援すること。
- 金融、金融、外国為替および保険市場を指導、調整、監督し、またそれらの円滑な運営を確保し、各分野を管理する規制法で確立された条件に従って、事業者の行動を監督する。
- マカオ・パタカと外貨の交換を保証する。
- 中央通貨預託機関の機能を行使し、領土の外貨準備およびその他の外国資産を管理する。
- 金融システムの安定性を監視する